# Невірні (фільм)
«Неві́рні» («Le infedeli») — італійська драматична кінокомедія 1953 року, знята режисерами Маріо Монічеллі і Стено.

## Сюжет
Багатий підприємець закохується в молоду модель і хоче з нею одружитися. Але він одружений і йому потрібне розлучення. Найкращий привід для цього — застати свою половину з коханцем, проте вона зберігає йому вірність. Підприємець звертається по допомогу до Освальдо, щоб той зібрав докази невірності жінки. Але цього замало для того, щоб отримати свободу.

## У ролях
- Джина Лоллобриджида — Лулла Поссенті
- Мей Брітт — Ліліана
- П'єр Крессуа — Освальд
- Марина Владі — Маріса
- Анна Марія Ферреро — Чезаріна
- Тіна Латтанці — Карла Белларі
- Карло Романо — Джованні Аццалі
- Ірині Паппа — Луїза Аззалі
- Чарльз Фосетт — Гаррі Роджерс
- Паоло Феррара — комісар
- Джуліо Калі — Кантагаллі
- Маргеріта Баньї — мати Маріси
- Таня Вебер — подруга Лулли
- Хуан Карлос Ламас — Карло
- Беніаміно Фоссаті — епізод

## Знімальна група
- Режисери — Маріо Монічеллі, Стено
- Сценаристи — Іво Періллі, Франко Брузаті, Маріо Монічеллі, Стено
- Оператори — Альдо Тонті, Лучано Трасатті
- Композитор — Армандо Тровайолі
- Продюсери — Діно де Лаурентіс, Карло Понті